# Anaea octavius
Anaea octavius är en fjärilsart som beskrevs av Fabricius 1793. Anaea octavius ingår i släktet Anaea och familjen praktfjärilar. Inga underarter finns listade i Catalogue of Life.